# Vilhelm Topsøe

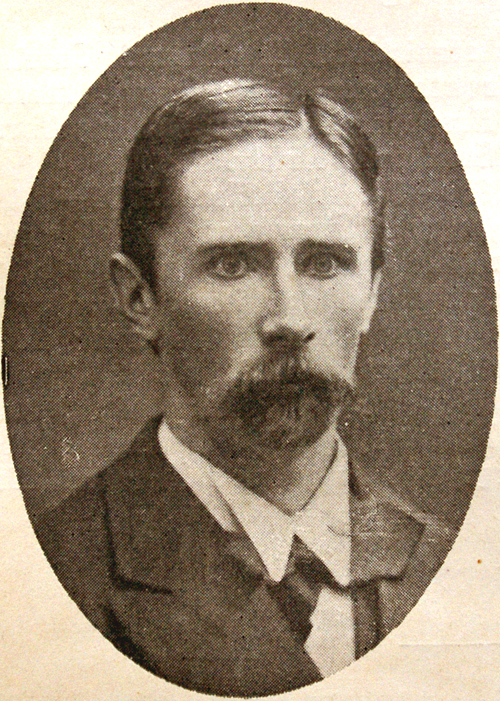
Vilhelm Topsøe

Vilhelm Christian Sigurd Topsøe, född 5 oktober 1840, död 11 juli 1881, var en dansk författare och journalist, bror till Haldor Topsøe.
Efter faderns död 1847 flyttade familjen till Roskilde och efter några år till Köpenhamn. Han började studera juridik och tog 1859  juristexamen. Under studietiden skrev han i den humoristiska veckobladet Sværmere. Sin riktiga litterära debut gjorde han med I Solskin och Livsanskuelser (1867). 
Efter examen började han arbeta på Dagbladet. Under de följande åren reste han mycket bland annat till Schweiz och Frankrike och skrev boken Fra Schweiz og Frankrig, Rejseskildringer af politisk og socialt Indhold (1871). Han skrev även Fra Amerika (1872) efter en resa till USA. Han blev Dagbladets redaktör 1872 och det fortsatte att vara De Nationalliberales huvudorgan och stod under författningskampen på regeringens sida.